# Adenanthos sericeus
Adenanthos sericeus es un arbusto nativo de Australia.

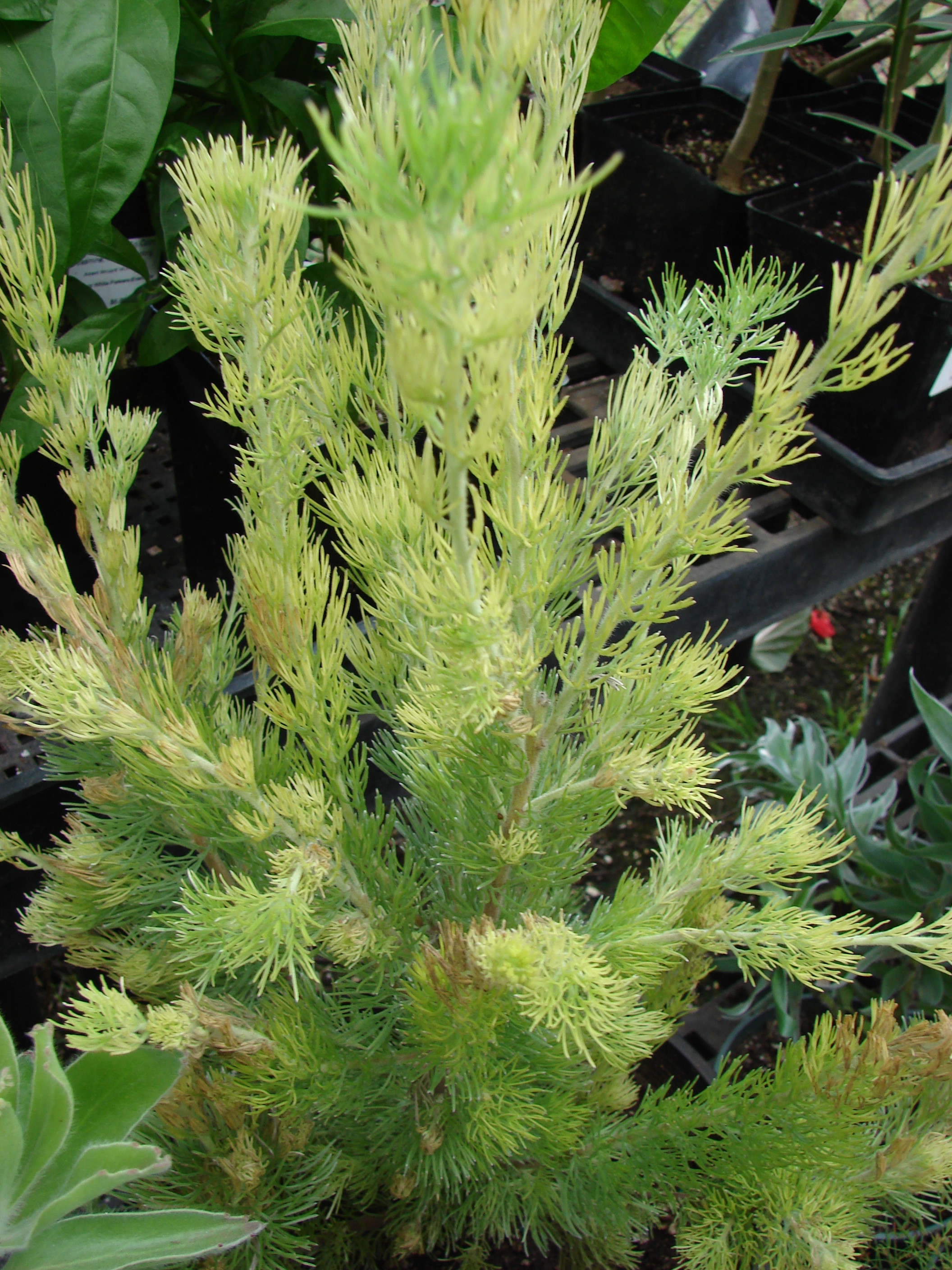
Vista de la planta

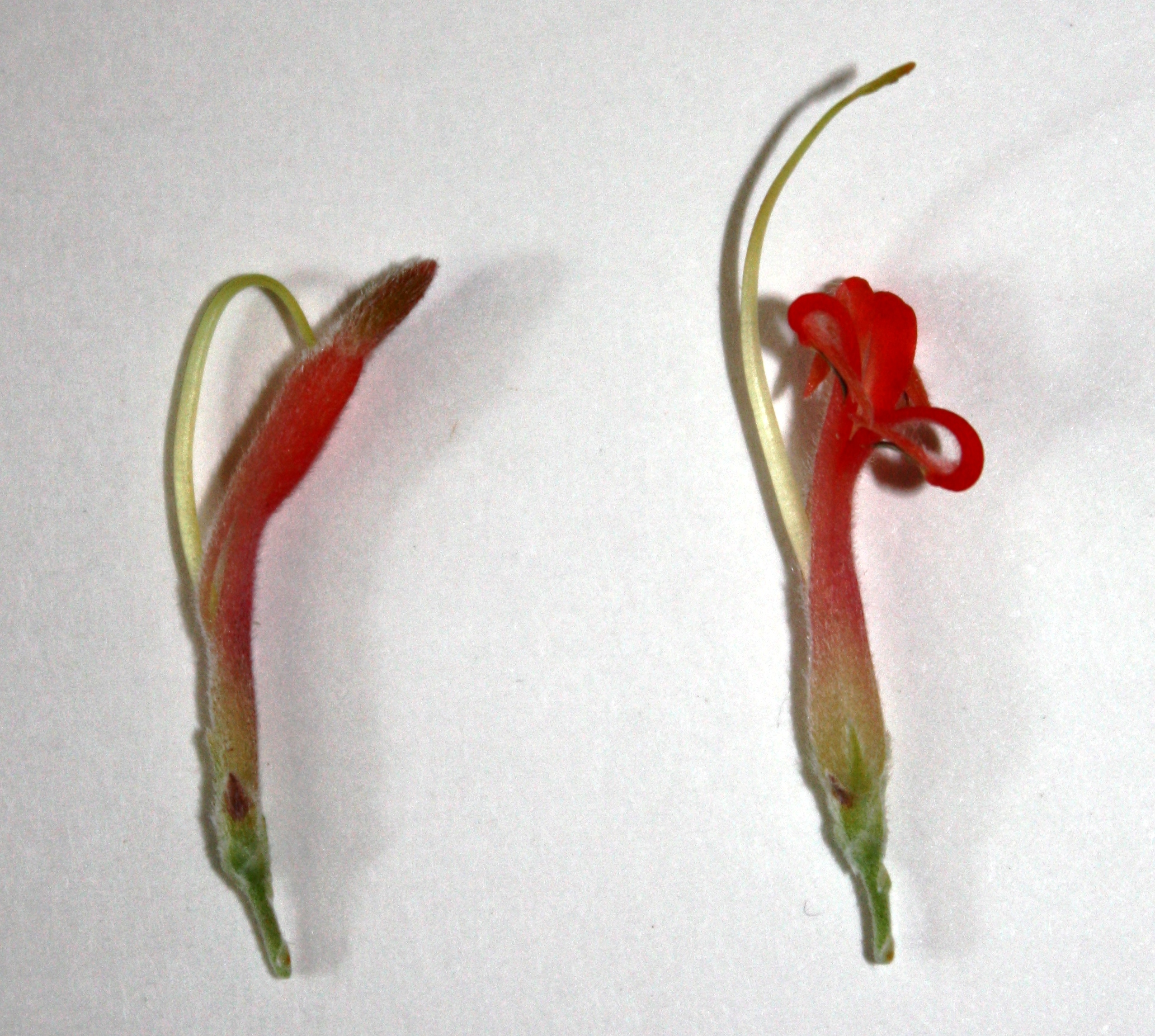
Flor

## Descripción
Es un arbusto que crece hasta 5 m de altura. Produce flores rojas o naranjas entre el inicio de primavera y a mediados de otoño (junio a abril en Australia).

## Distribución
Esta especie se desarrolla en Australia Occidental en colinas de arena costeras y afloramientos rocosos.

## Cultivo
El arbusto se cultiva por su follaje suave preferentemente que sobre sus flores que son demasiado pequeñas. En cultivo usualmente crece entre 2 y 3 m de altura con una similar anchura con el follaje, y requiere de mínima para mantenerlo en buena forma.
Debido a su tolerancia a la sal y el viento, se convierte en una excelente planta costera, pero no es muy conveniente para suelos más pesados y compactos. Tiene un ritmo de crecimiento de mediano a rápido.

## Taxonomía
Adenanthos sericeus fue descrita por Jacques Labillardière y publicado en Novae Hollandiae Plantarum Specimen 1: 29. 1805.
Etimología
Adenanthos: nombre genérico que proviene del griego aden, (glándula) y anthos (flor), y se refiere a las glándulas en la base del ovario.
sericeus: epíteto latino que significa "sedosa".